# Eclissi solare del 3 ottobre 1986
L'eclissi solare del 3 ottobre 1986 è un evento astronomico che ha avuto luogo il suddetto giorno attorno alle ore 19.06 UTC. L'eclissi, di tipo totale ibrida, è stata visibile in alcune parti del Nord America, del Centro America, del Sud America e dell'Oceano Atlantico.
L'eclissi del 3 ottobre 1986 è stata la seconda eclissi solare nel 1986 e la 197ª nel XX secolo. La precedente eclissi solare si è verificata il 9 aprile 1986, la seguente il 29 marzo 1987; l'ombra lunare sulla superficie terrestre ha raggiunto una larghezza di 1 km.

## Eclissi correlate

### Eclissi solari 1986 - 1989
Questa eclissi è un membro di una serie semestrale. Un'eclissi in una serie semestrale di eclissi solari si ripete approssimativamente ogni 177 giorni e 4 ore (un semestre) in nodi alternati dell'orbita della Luna.

### Ciclo di Saros 124
L'evento appartiene alla serie 124 del ciclo di Saros che per le eclissi solari si verifica nel nodo discendente della Luna, ripetendosi ogni 18 anni, 11 giorni, contenente 73 eventi.